# Carmen María Montiel
Carmen Maria Montiel Ávila (Maracaibo, 19 dicembre 1964) è una modella venezuelana, eletta Miss Venezuela nel 1984.
Ha inoltre rappresentato il Venezuela a Miss Universo 1984 l'8 luglio 1984 a Miami, dove si è classificata al terzo posto.